# Обстріли Охтирської міської громади
Обстріли Охтирської міської територіальної громади — серія обстрілів та авіаударів російськими військами території міста Охтирка та населених пунктів Охтирської міської громади Охтирського району Сумської області після звільнення від окупації в ході повномасштабного російського вторгнення в Україну (травень 2022 року).
Наказом Міністерства з питань реінтеграції тимчасово окупованих територій України територія громади з 30 травня 2022 року була внесена до оновленого переліку територій України, де тривають бойові дії, або які перебувають в окупації російських військ. Жителям громади, зареєстрованим як внутрішньо переміщені особи (ВПО), здійснюватимуться виплати.

## Історія
Після активних боїв (24 лютого 2022 р. —27 березня 2022 р.) продовжуються обстріли прикордонних громад Охтирщини з боку росії.  В місті Охтирка і в Охтирському районі постійно працюють вибухотехніки та сапери.

## 2022

### 27 лютого
Унаслідок обстрілів міста Охтирка російськими окупаційними військами загинули вже шестеро людей, понад 50 отримали поранення. Про це поінформував на своїй сторінці в Facebook голова Сумської обласної військової адміністрації Дмитро Живицький.

### 8 березня
Вночі 8 березня місто Охтирка, яка героїчно протистоїть російським окупантам, було піддано масовим обстрілам. Розбиті житлові квартали також в Охтирці. Снаряд ще раз поцілив в уже і так зруйновану російськими авіабомбами ТЕЦ. На своїй сторінці в Facebook мер Охтирки Павло Кузьменко написав, що в місті снаряди також потрапили в будівлю міськради та універмаг. Загалом очевидці нарахували 4 вибухи в Охтирці. 

### 13 березня
13 березня у 22 500 абонентів на Сумщині не було електропостачання. За інформацією обласної військової адміністрації, пошкодження внаслідок обстрілів є в Охтирці, Тростянці, Лебедині та Сумах.

### 24 березня
Російські військові обстріляли ракетами класу "повітря-земля" найбільш густонаселений мікрорайон Охтирки на Сумщині. Про це у відео на Facebook повідомив міський голова Охтирки Павло Кузьменко. За попередніми даними Сумської обласної прокуратури, загинув один цивільний чоловік. Також зруйновано та пошкоджено не менше 15 житлових багатоповерхових та приватних будинків, об'єктів цивільної інфрастуктури, лінії електромеж.

### 17 травня
Близько 4:30 години ранку 17 травня 2022 року чотири (за іншими даними п'ять) ракет з росії влучили у цивільні об'єкти міста Охтирки. За інформацією голови Сумської обласної військової адміністрації Дмитра Живицького були поранені щонайменше п'ятеро цивільних людей. Росіяни ударили по центральній частині міста і масиву «Дачний». У результаті влучань загорілися складські приміщення. Крім того, ударною хвилею пошкодило вхідні двері до під'їзду двоповерхового будинку. Люди були заблоковані всередині. Було пошкоджено близько двох десятків житлових будинків та гаражів охтирчан, де було розтрощено, зокрема, легковий автомобіль. У храмі Георгія Побідоносця (Юр'ївська церква) повибивало вікна. Постраждало приміщення та територія дитячого садка «Казка». Біля нього в результаті обстрілів ураганами Збройних сил РФ в обід 25 лютого 2022 року загинули цивільні люди. За інформацією міської ради, загиблих не було
|  | «Я таке чув, що як рвонуло, я якраз сплю біля вікна, воно зразу розбило. Я схватився і тікать в кухню чи кудись, там і з сином зустрілись. А вибухів було три, по-моєму три, один, другий, а потім ще як рвонуло», — згадував місцевий мешканець Михайло. |

### 27 червня
У ніч з 26 на 27 червня з РФ випустили дві ракети в напрямку Охтирки. Жертв та руйнувань не було, повідомив голова Сумської ОВА Дмитро Живицький.

## 2023

### 17 травня
Російські окупанти завдали удару дроном-камікадзе Shahed по місту Охтирка Сумської області, наслідки уточнюються.

## 2024

### 9 квітня
Був ракетний удар ЗРК С300 (2 вибухи).
13 вересня
Удар керованою авіабомбою стався близько 04:45 ранку у двір біля багатоповерхівки. Від стресу померли дві літні жінки у будинку-інтернаті для людей похилого віку та осіб з інвалідністю.